# Honoríficos japoneses

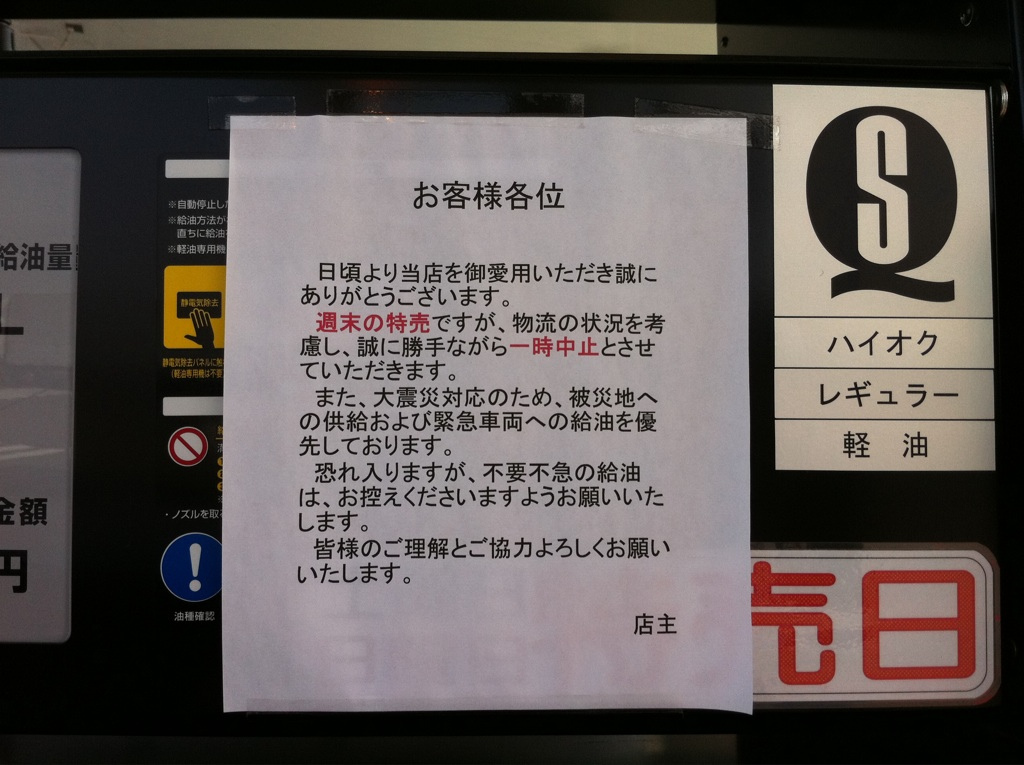
Un ejemplo del uso de la frase de cortesía お客様 o-kyaku-sama en un anuncio en una gasolinera sobre las restricciones en la distribución de combustible como resultado del terremoto; Al principio del último párrafo hay dos caracteres 皆様 (mina-sama) que significan "todos los estimados" ("se les solicita amablemente que comprendan y cooperen").

En el idioma japonés existen títulos y honoríficos al igual que en otros idiomas, con la particularidad que tienen mayor cantidad que el español o el inglés; otra particularidad es que se usan al final del nombre o apellido y no al comienzo (en español sería don Alejandro y en japonés sería Alejandro-san, por ejemplo).
Además, estos títulos cumplen un rol sumamente importante en la interacción de los hablantes. No aplicar el título u honorífico específico durante una conversación puede resultar insultante para el receptor.

## Honoríficos comunes

### San
San (さん?),  en dialecto de Kansai en el área de Kioto, es el sufijo honorífico después de un nombre,  es de carácter formal y posee un significado similar al “señor” o “señora” en español. Usar san después de un nombre también muestra respeto hacia un igual en edad, grado escolar o estatus. (Se utiliza para personas, pero actualmente, también se puede utilizar para mascotas u objetos). Es utilizado tanto para referirse a hombres como a mujeres, siempre en segunda o tercera persona y nunca al referirse a uno mismo, específicamente cuando la relación entre las dos personas no es de mucha confianza.

### Sensho —
Senshū (senshō) (選手?), refiere principalmente a los participantes de todos los juegos deportivos y combates. También en su traducción el significado es "jugador" y se le puede emplear para la traducción y el deportista. Por ejemplo: Onsokumaru-senshu.

### Kun
Kun (君 en Kanji , くん en Hiragana). Este honorífico se utiliza generalmente para tratar a personas de sexo masculino de menor edad o categoría.
Este sufijo se utiliza solo para referirse a personas del sexo masculino de todas las edades. Si no existe una relación de confianza, solo se puede utilizar este sufijo en el caso de que el hombre sea menor que nosotros. De lo contrario, debes llamarlo con el sufijo san.
Aunque kun suele ser utilizado para referirse a hombres, también puede ser utilizado en el ámbito profesional para referirse a los empleados más jóvenes, por parte de un empleado de mayor categoría.

### Chan
Chan (ちゃん?) es un sufijo diminutivo que indica afecto. Por este motivo, dirigirse con el sufijo honorífico chan a un superior se consideraría condescendiente y de mala educación.
Este sufijo se utiliza en general para referirse a personas, aunque puede utilizarse para expresar cariño, por ejemplo hablando de un amigo o una mascota.  
Aunque tradicionalmente los sufijos honoríficos no se aplican a uno mismo, algunas mujeres jóvenes emplean la tercera persona añadiendo el sufijo chan a su nombre para referirse a sí mismas en lugar del pronombre personal correspondiente.

### Senpai y Kōhai
Senpai (先輩 【せんぱい】?) se usa para dirigirse a una persona de mayor rango, o con más experiencia, en colegios, empresas, asociaciones deportivas y otros grupos. Así, por ejemplo, en la escuela, los estudiantes de cursos superiores son senpai, pero no los de cursos inferiores, ni los maestros. En el ámbito profesional se utiliza para referirse a compañeros con más experiencia o más antigüedad en la empresa, pero no para dirigirse a un jefe. La palabra senpai, a diferencia de las anteriores, puede utilizarse como sustantivo además de como sufijo.
Un kōhai (後輩 【こうはい】?) es el contrario de senpai, aquel con menos experiencia o rango, pero no suele utilizarse como sufijo honorífico.

### Sensei
Sensei (先生 【せんせい】?) se usa para referirse o dirigirse a profesores, médicos, abogados, políticos y otras figuras de autoridad. Se utiliza para expresar respeto a una persona que ha alcanzado un cierto nivel de maestría en una habilidad, por lo que también puede ser empleado para hablar de novelistas, poetas, pintores y otros artistas, incluyendo dibujantes de manga. En las artes marciales japonesas o budō, sensei suele referirse a la cabeza del dōjō. En la mayoría de estos casos, el término equivaldría a la palabra española "maestro". Al igual que senpai, sensei puede ser usado no solo como un sufijo sino como un título en sí mismo.

### Sama
Sama (様 【さま】?) es una versión más respetuosa y formal de san. Suele usarse en el ámbito profesional para dirigirse a los clientes, (llamándoles o-kyaku-sama, señor cliente) o a personas de mayor categoría que el hablante, aunque también puede usarse para referirse a alguien que uno admira profundamente. Cuando se utiliza para referirse a uno mismo, sama expresa una notoria arrogancia o la intención de reírse de uno mismo, como en el caso de ore-sama (俺様?) o watakushi-sama (私様?).
El sufijo sama se utiliza además al escribir la dirección del destinatario de una carta o paquete, y en los correos electrónicos de negocios.
Sama también aparece en algunas frases hechas como o-machidō sama (expresión que se utiliza para disculparse por la tardanza, al estilo de "perdón por hacerle esperar"), o-tsukare sama deshita (expresión con la que tradicionalmente se responde a la persona que se va a casa después de un largo día de trabajo, podría traducirse como "debe usted estar cansado"), y go-kurō sama. Aunque el kanji utilizado en estas expresiones es el mismo que el que se usa para escribir el sufijo honorífico sama, el significado en estos casos es diferente.
Otras situaciones en las que se utilizaba este título corresponden al trato que un súbdito otorgaba al Daimyō o la forma en la que los hijos solían dirigirse a sus padres.

### Botchan
Botchan (坊っちゃん 【ぼっちゃん】?) es usado en familias adineradas para referirse a alguien muy consentido o sobreprotegido. Generalmente lo usan personas que no forman parte de la unidad familiar, como sirvientes y criadas, cuando hablan de uno de los hijos de esta.

### Danna
Danna (旦那 【だんな】?) era usado antiguamente como sufijo para referirse al cabeza de familia de un hogar con poder o al representante de una aldea. También es usado por geishas o la mujer del cabeza para referirse a su marido. Cuando se habla del danna, se suele referir a él como Danna-sama (旦那さま 【だんなさま】?).
En otros contextos es usado en el budismo y para referirse a los visitantes de un templo, para un maestro de siervos, en los comerciantes para hacer frente a un cliente varón o en los artesanos para referirse a la propia escuela o linaje. Las mujeres también podían usar el sufijo danna para referirse a la mujer.

### Dono/tono
El sufijo tono (殿 【との】?), pronunciado dono (どの?) es un sufijo arcaico extremadamente formal. En los tiempos de los samurai, se utilizaba para denotar un gran respeto hacia el interlocutor. 
En la actualidad ya no se utiliza en las conversaciones cotidianas, aunque se sigue usando para dirigirse a Buda, además de en ciertos tipos de correspondencia de negocios, así como en certificados o premios, y en la correspondencia escrita de la ceremonia del té.

### Shi
El sufijo shi (氏【し】?) se usa generalmente en escritos formales, y muy raramente en el lenguaje oral para referirse a alguien a quien se le tiene afecto, normalmente se le dice así a amigos y familiares.

### Shonen
El sufijo shōnen (少年 【しょうねん】?)) significa joven y se usa para nombrar a aprendices o personas de menor edad, como su propio nombre indica.

## Honoríficos familiares
Las palabras para miembros de la familia tienen dos formas diferentes en el idioma japonés. Al referirse a un miembro de la familia propia mientras se está hablando con alguien que no es un familiar, se utilizan nombres descriptivos neutros, como por ejemplo haha (母) para «madre» y ani (兄) para «hermano mayor». Cuando el interlocutor se dirige a los propios miembros de la familia, o se refiere a miembros de la familia de otra persona, se utilizan las formas honoríficas. Utilizando el sufijo -san, como es habitual, «madre» se convierte en okāsan (お母さん) y «hermano mayor» en onīsan (お兄さん). También pueden ser usados los honoríficos -chan y -sama en lugar de -san para expresar un mayor nivel de cercanía o de reverencia, respectivamente.
La regla general es que el miembro más joven de la familia (por ejemplo, un hermano menor) se dirija al miembro mayor de la familia (por ejemplo, un hermano mayor) utilizando una forma honorífica, mientras que el miembro mayor llama al menor solo por su nombre.
Las formas honoríficas son:
- Otōsan (お父さん): padre. El nombre descriptivo es chichi (父).
  - Ojisan (叔父さん／小父さん／伯父さん): tío, o también «hombre de mediana edad».
  - Ojīsan (お祖父さん／御爺さん／お爺さん／御祖父さん): abuelo, o también «hombre jubilado» o «anciano».
- Okāsan (お母さん): madre. El nombre descriptivo es haha (母).
  - Obasan (伯母さん／小母さん／叔母さん): tía, o también «señora de mediana edad».
  - Obāsan (お祖母さん／御祖母さん／御婆さん／お婆さん): abuela, o también «mujer jubilada» o «anciana».
- Onīsan (お兄さん): hermano mayor, o también «jovencito». El nombre descriptivo es ani (兄).
- Onēsan (お姉さん): hermana mayor, o también «jovencita». El nombre descriptivo es ane (姉).

La o- (お) inicial en esos nombres es en sí misma un prefijo honorífico. En situaciones más casuales, el hablante puede que omita este prefijo, aunque conservará el sufijo.
- Nīchan (兄ちゃん) o Nīsan (兄さん): cuando un hermano o hermana más joven se dirige a su «hermano mayor».
- Nēchan (姉ちゃん) o Nēsan (姉さん): cuando un hermano o hermana más joven se dirige a su «hermana mayor».
- Kāsan (母さん): cuando un hombre se dirige a su «esposa» (la «madre» de sus hijos).
- Bāchan (祖母ちゃん): cuando un nieto se dirige a su «abuela».

Quedando claro que la raíz de algunas de las formas honoríficas son Tō, Kā, Nī, Nē, y aunque se puedan usar por separado por sí solos, este uso es menos común.

## Otros títulos

### Por ocupación
Es muy común usar el nombre de la profesión, en vez de otros títulos honoríficos. Por ejemplo, a los atletas suele llamárseles -senshu (選手?) en vez de -san, y para dirigirse a un maestro carpintero (棟梁 'tōryō'?) llamado Suzuki podría utilizarse "Suzuki-tōryō" en vez de "Suzuki-san". 
En un ambiente de negocios, es normal referirse a las personas usando su cargo dentro de la compañía, especialmente para posiciones de autoridad, como  jefe de departamento  (部長  buchō?) o presidente de la compañía  (社長  shachō?). Dentro de la propia compañía o cuando se habla de otra, suele utilizarse tanto el cargo dentro de la empresa como el sufijo san.  Así, para referirse al presidente se utilizaría shachō-san. Cuando hablamos de la propia compañía a un cliente o a otra compañía, el título es usado solo o adjunto a un nombre propio. Así, a un jefe de departamento llamado Suzuki se le llamaría buchō o Suzuki-buchō.

### Títulos para criminales y acusados
Condenados y sospechosos de actos  criminales eran nombrados sin título, pero ahora  hay un esfuerzo para distinguir entre  sospechoso  (容疑者  yōgisha?),  acusado  (被告   hikoku?), y condenado  (受刑者  jukeisha?), así como no asumir la culpabilidad antes de que los hechos sean probados. Estos títulos pueden ser utilizados por ellos mismos o adjuntos a los nombres.
Sin embargo, aunque "sospechoso" y "acusado" empiezan como descripciones neutrales, han llegado a ser despectivos con el tiempo. Cuando Gorō Inagaki fue arrestado por un accidente de tráfico en 2001, Algunos medios le nombraron con el nuevo título  menbā (メンバー?), originado en la palabra inglesa “member”, para evitar el uso de yōgisha (容疑者?   sospechoso). Pero, además de ser criticado como un término artificial, este título también se convirtió en despectivo casi instantáneamente.

### Títulos para las empresas
Hay varias palabras diferentes para "nuestra empresa" y "su empresa". "Nuestra compañía" se puede expresar con los humildes heisha (弊社?  torpe / Empresa pobre) o jisha (自社?  nuestra propia empresa), y "su empresa" se puede expresar con el honorífico Kisha (貴社?  empresa noble -usado en la escritura) u onsha (御社?  honorable sociedad-se usa en el habla). Además, el neutro tōsha (当社?  esta empresa) puede referirse a la empresa ya sea del hablante o del oyente. Todos estos los títulos son utilizados por ellos mismos, no unido a los nombres. 
Al mencionar el nombre de una empresa, se considera importante incluir la situación de la empresa, ya sea Kabushiki Kaisha (株式会社?  Sociedad Anónima) o Yūgen Kaisha (有限会社?  Sociedad Limitada). Estos son a menudo abreviado como 株 y 有.

### No kimi
No kimi (の君?) es otro sufijo arcaico que posee un significado más o menos equivalente a "vuestra merced" o "mi señor" en español.

### Ue
Ue (上?)  significa literalmente "por encima",  denota un alto nivel de respeto. Si bien su uso no es muy común, todavía es visto en construcciones como chichi-ue (父上?) y haha-ue (母上?), respetuosamente en términos como "padre" y "madre", respectivamente. Los recibos que no requieren la especificación del nombre del solicitante, a menudo se rellenan con UE-sama.

### Títulos reales y oficiales
- Heika (陛下Heika?) se utiliza para la realeza soberana, similar a la "majestad" en español. Por ejemplo, Tennō Heika (天皇陛下?) significa "Su Majestad el Emperador" y Kōgō Heika (皇后陛下?) significa Su Majestad la Emperatriz. Kokuō Heika (国王陛下?) es Su Majestad el Rey y Joō Heika (女王陛下?) es Su Majestad la Reina. Heika por sí mismo también puede ser usado como un término directo de la dirección, lo que equivale a "Su Majestad".
- Denka (殿下Denka?) se utiliza para la realeza no soberana, similar a "Alteza Real"." Por ejemplo, Suwēden Ōkoku, Vikutoria Kōtaishi Denka (スウェーデン王国、ヴィクトリア皇太子殿下?  "Su Alteza Real, la princesa heredera Victoria de Suecia").  Denka puede ser utilizado por sí mismo, como "Su Alteza Real."
- Hidenka (妃殿下Hidenka?) es para tratar a la consorte del príncipe, y se utiliza la misma forma que los otros títulos reales.
- Kakka (閣下Kakka?) significa "Su Excelencia" y se utiliza para los embajadores y jefes de Estado. También podrá ser utilizado por sí misma o adjuntas a un título específico.
- Shushō (首相Shushō?) se utiliza para el  primer ministro de Japón.

### Títulos en las artes marciales
Los practicantes nombran a sus profesores como  sensei. Veteranos y novatos estudiantes son organizados por un sistema senpai/kōhai. 
Varios títulos son empleados  para nombrar a  instructores veteranos.  Cuyos títulos dependen de la organización en la que se usen.

#### Shōgō
Shōgō (称号?  "título", "nombre", "grado") son títulos de artes marciales desarrollados por el  Dai Nippon Butoku Kai, el Kokusai Budoin y la Federación Internacional de Artes Marciales de Europa.
- Renshi (錬士 : れんし?): instructor.
- Kyōshi (教士 : きょうし?) Se refiere a un profesor avanzado.
- Hanshi (範士 : はんし?) Se refiere a un experto veterano con consideración de “profesor de profesores”.Este título es usado por muchas variedades de artes marciales  para la cumbre de instructores de dicho estilo, a veces es traducido como "Gran Maestro".
- Meijin (名人?): otorgado por una junta especial de los examinadores.

#### Otros títulos de las artes marciales
- Kyōshi (教師 : きょうし?), Que en japonés coloquial puede ser un sinónimo más modesto para sensei, a veces se utiliza para indicar un instructor.
- Oyakata (親方 : おやかた?), Maestro, especialmente un entrenador de sumo. El sentido literal es el de alguien  in loco parentis.
- Shihan (師範 : しはん?), Simplemente significa instructor jefe, a diferencia de los títulos anteriores, no está relacionado con el grado. (En el Isshin-ryū escuela de karate-do, Shihan se utiliza para referirse a los cinturones negro 5 º grado o superior.
- Shidōin (指導員:しどういん?), Instructor intermedio, no tiene relación con el grado.
- Shishō (師匠 : ししょう?) Es otro título usado para instructores de artes marciales.
- Zeki (関 : ぜき?), Literalmente "barrera", utilizado para los luchadores de sumo en las dos primeras divisiones (sekitori).

### Religioso
- Hōshi (法師: ほうし?), Monje Budista.

## Sufijos eufónicos y juegos de palabras
En el lenguaje informal, algunos japoneses pueden utilizar sufijos adulterados en lugar de los honoríficos normales. Esto es esencialmente una forma de juego de palabras con sufijos que son elegidos por su sonido, o por su connotación amistosa o de desprecio. Aunque la gama de sufijos de esa índole que se ha acuñado es ilimitada, algunos de ellos han ganado uso tan generalizado que la frontera entre honoríficos establecidos y juegos de palabras se ha convertido en un poco borrosa. Ejemplos de estos sufijos incluyen variaciones en  chan (ver abajo), bee (despectivo) y rin (amistoso). Rin se cree que han sido inspirados por los nombres de niña Europea como Katherine y Marilyn.
Tenga en cuenta que a diferencia de los usos adecuados de los sufijos honoríficos, como rige en gran medida, por cómo suenan en conjunto con un nombre en particular, y sobre  todo el efecto que el hablante está tratando de lograr. 

### Lenguaje infantil
Algunos honoríficos tienen versiones infantilizadas y errores de pronunciación típicamente asociados con los niños pequeños y, por lo tanto, considerado «mono, lindo o adorable» (kawaii). La versión en lenguaje de bebé de sama es chama (ちゃま?), por ejemplo, y de hecho chan es una versión del lenguaje de bebé san que llegó a ser considerada como un título honorífico de uso ordinario. 
Hay incluso versiones en lenguaje de bebé de las versiones de lenguaje de bebé. Chan puede ser cambiado por tan (たん?), y, con menos frecuencia, chama (ちゃま?) a tama (たま?). Estos son popularmente utilizados en los nombres de antropomorfismo moe, en la que un personaje femenino lindo representa un objeto, un concepto o producto de consumo popular. Ejemplos bien conocidos son los antropomorfismos del nombre del sistema operativo OS-tan y la mascota de carbón Binchō-tan.

## Lectura adicional
- Potts, Christopher; Kawahara, Shigeto (2004). «Japanese honorifics as emotive definite descriptions». Proceedings of SALT (en inglés) 14: 253-270. Consultado el 24 de enero de 2014.

- Datos: Q35165
- Multimedia: Japanese honorifics / Q35165